# Аккайын (санаторий)
«Аккайын» — бальнеологический санаторий в Талгарском районе Алматинской области Казахстана. Создан в 1974 году. Расположен рядом с одноимённым селом Аккайын в 12 км от города Алма-Аты на высоте 1450 м над уровнем моря. Средние температурыры января −3,8°С, июля 20°С. За год выпадает в среднем 800 мм осадков. Санаторий функционирует круглый год. Показания: заболевания опорно-двигательного аппарата, периферической нервной системы, гинекологические, урологические и другие. Основной лечебный фактор — термальная азотно-йодобромная хлоридно-кальциевая минеральная вода. Имеются водолечебницы, кабинеты физиотерапии, лечебной физкультуры, массажа, ингаляции, зубоврачебный, а также закрытый плавательный бассейн и баня-сауна.